# Pierre Lemonnier (mathématicien)
Pour les articles homonymes, voir Pierre Lemonnier et Lemonnier.
Pierre Le Monnier ou Lemonnier, né à Saint-Sever (Normandie) le 28 juin 1675 et mort à Saint-Germain-en-Laye le 27 novembre 1757, est un philosophe et mathématicien français. Il est un passionné en astronomie. 

## Biographie
Il fut professeur de physique au collège d'Harcourt. Il est l’auteur d’un cours de philosophie qui a servi d’ouvrage de base dans les collèges. Il est nommé adjoint géomètre en 1725 et associé vétéran en 1736 de l’Académie des sciences.
Il est le père de l’astronome Pierre Charles Le Monnier et de Louis Guillaume Le Monnier, médecin des rois Louis XV et Louis XVI et professeur de botanique, tous deux membres, comme leur père, de l’Académie des sciences.